# Hamza Nagga
Hamza Nagga (in arabo نقة نجا‎?; Tunisi, 29 maggio 1990) è un pallavolista tunisino.
Gioca nel ruolo di schiacciatore nell'Étoile Sportive du Sahel.

## Palmarès

### Club
- Campionato tunisino: 1

2014
- Coppa di Tunisia: 1

2011

### Nazionale (competizioni minori)
- Campionato africano 2013
- Giochi del Mediterraneo 2013
- Campionato arabo 2012
- XIX Kazakhstan President's Cup International Tournament: 2012
- Rashid International Cup Dubai: 2012
- Rashid International Cup Dubai: 2010
- Campionato africano Under-21 2008

### Premi individuali
- 2007 - Campionato arabo pre-juniores: MVP
- 2012 - Kazakhstan President's Cup: MVP
- 2019 - Campionato africano: MVP